# کوه میزری غار
کوه میزری غار (به انگلیسی: Mizri Ghar) یک کوه در پاکستان است که در رشته‌کوه سلیمان واقع شده‌است. کوه میزری غار ۳٬۱۱۱ متر بالاتر از سطح دریا واقع شده‌است.